# HD 89307 b
HD 89307 b는 지구로부터 사자자리 방향으로 약 108광년 떨어진 곳에 있는 항성 HD 89307을 도는 외계 행성이다. 항성을 1회 도는 데에는 약 5.911년이 걸린다. 최소 질량은 목성의 1.92배이지만, 궤도경사각이 밝혀지지 않았기 때문에 이 값은 더 커질 가능성이 있다. 발견된 장주기 외계 행성들의 보편적 특징처럼, b의 궤도 역시 우리 태양계의 어떤 행성들보다도 크게 찌그러져 있다. 항성으로부터의 평균 거리는 3.28 천문단위이다. 발견 방법은 도플러 분광법으로, 행성의 중력이 항성을 초당 31미터 속도로 흔드는 것에서 존재를 확인했다.

## 참고 문헌
- (영어) Butler;  외. (2006). “Catalog of Nearby Exoplanets”. 《The Astrophysical Journal》 646 (1): 505–522. doi:10.1086/504701. 2019년 12월 7일에 원본 문서에서 보존된 문서. 2009년 6월 21일에 확인함.